# Lijst van Tweede Kamerleden 1869-1871
Lijst van Tweede Kamerleden 1869-1871 geeft een overzicht van de leden van de Nederlandse Tweede Kamer in de periode tussen de periodieke verkiezingen van 1869 en de periodieke verkiezingen van 1871. De zittingsperiode van de Tweede Kamer ging in op 20 september 1869 en eindigde op 17 september 1871.
De Tweede Kamer telde 80 leden, die gekozen werden in 41 districten. Zij werden gekozen voor een termijn van vier jaar; om de twee jaar werd de helft van de Tweede Kamer vernieuwd.
| Naam                                     | groepering                | district         | begindatum        | einddatum         | refs   |
| ---------------------------------------- | ------------------------- | ---------------- | ----------------- | ----------------- | ------ |
| Dirk van Akerlaken                       | liberalen                 | Hoorn            | 20 september 1869 | 14-09-1873 [ d ]  | [ 2 ]  |
| Jan Arnoldts                             | conservatief-katholieken  | Roermond         | 18 april 1871     | 17 september 1871 | [ 3 ]  |
| Warnardus Begram                         | conservatieven            | Gorinchem        | 25-02-1868 [ f ]  | 17 september 1871 | [ 4 ]  |
| Sybrand van Beyma thoe Kingma            | liberalen                 | Dokkum           | 20 september 1869 | 14-09-1873 [ d ]  | [ 5 ]  |
| Marinus Bichon van IJsselmonde           | antirevolutionairen       | Dordrecht        | 25-02-1868 [ f ]  | 17 september 1871 | [ 6 ]  |
| Charles de Bieberstein Rogalla Zawadsky  | thorbeckianen             | Maastricht       | 25-02-1868 [ f ]  | 17 september 1871 | [ 7 ]  |
| François Blom                            | liberalen                 | Rotterdam        | 20 september 1869 | 14-09-1873 [ d ]  | [ 8 ]  |
| Philippus van Blom                       | liberalen                 | Dokkum           | 25-02-1868 [ f ]  | 17 september 1871 | [ 9 ]  |
| Pieter Blussé van Oud-Alblas             | thorbeckianen             | Dordrecht        | 20 september 1869 | 3 januari 1871    | [ 10 ] |
| Ferdinand Borret                         | conservatief-katholieken  | Tilburg          | 25-02-1868 [ f ]  | 17 september 1871 | [ 11 ] |
| Johannes Bots                            | thorbeckianen             | Eindhoven        | 20 september 1869 | 26 augustus 1870  | [ 12 ] |
| Johannes Bots                            | thorbeckianen             | Eindhoven        | 27 september 1870 | 14-09-1873 [ d ]  | [ 12 ] |
| Willem de Brauw                          | conservatief-protestanten | Gouda            | 20 september 1869 | 14-09-1873 [ d ]  | [ 13 ] |
| Jan Bredius                              | thorbeckianen             | Dordrecht        | 28 februari 1871  | 14-09-1873 [ d ]  | [ 14 ] |
| Barend Brouwer                           | liberalen                 | Almelo           | 24 juni 1871      | 17 september 1871 | [ 15 ] |
| Jacob de Bruijn Kops                     | liberalen                 | Alkmaar          | 25-02-1868 [ f ]  | 17 september 1871 | [ 16 ] |
| François de Casembroot                   | conservatieven            | 's-Gravenhage    | 25-02-1868 [ f ]  | 17 september 1871 | [ 17 ] |
| Karel Cornelis                           | thorbeckianen             | Roermond         | 25-02-1868 [ f ]  | 18 maart 1871     | [ 18 ] |
| Eppo Cremers                             | liberalen                 | Zuidhorn         | 13 december 1869  | 14-09-1873 [ d ]  | [ 19 ] |
| Jacob Dam                                | thorbeckianen             | Zutphen          | 25-02-1868 [ f ]  | 17 september 1871 | [ 20 ] |
| Albertus van Delden                      | liberalen                 | Deventer         | 25-02-1868 [ f ]  | 17 september 1871 | [ 21 ] |
| Johannes van der Does de Willebois       | conservatief-katholieken  | 's-Hertogenbosch | 25-02-1868 [ f ]  | 17 september 1871 | [ 22 ] |
| Willem Dullert                           | thorbeckianen             | Arnhem           | 20 september 1869 | 14-09-1873 [ d ]  | [ 23 ] |
| Gerard Dumbar                            | thorbeckianen             | Deventer         | 20 september 1869 | 14-09-1873 [ d ]  | [ 24 ] |
| Daniël van Eck                           | thorbeckianen             | Middelburg       | 20 september 1869 | 14-09-1873 [ d ]  | [ 25 ] |
| Gerrit Fokker                            | thorbeckianen             | Middelburg       | 25-02-1868 [ f ]  | 17 september 1870 | [ 26 ] |
| Cornelis van Foreest                     | conservatief-protestanten | Alkmaar          | 20 september 1870 | 3 oktober 1870    | [ 27 ] |
| Cornelis van Foreest                     | conservatief-protestanten | Alkmaar          | 8 november 1870   | 14-09-1873 [ d ]  | [ 27 ] |
| Isaäc Fransen van de Putte               | liberalen                 | Rotterdam        | 25-02-1868 [ f ]  | 17 september 1871 | [ 28 ] |
| Michel Godefroi                          | liberalen                 | Amsterdam        | 25-02-1868 [ f ]  | 13 januari 1870   | [ 29 ] |
| Willem van Goltstein van Oldenaller      | conservatieven            | Hoorn            | 25-02-1868 [ f ]  | 17 september 1871 | [ 30 ] |
| Norbertus Guljé                          | thorbeckianen             | Breda            | 25-02-1868 [ f ]  | 17 september 1871 | [ 31 ] |
| Leopold Haffmans                         | conservatief-katholieken  | Boxmeer          | 20 september 1869 | 14-09-1873 [ d ]  | [ 32 ] |
| Ernest van Hardenbroek van Lockhorst     | conservatieven            | Amersfoort       | 25-02-1868 [ f ]  | 17 september 1871 | [ 33 ] |
| Johannes Hasselman                       | conservatieven            | Tiel             | 20 september 1869 | 14-09-1873 [ d ]  | [ 34 ] |
| Jan Heemskerk Azn.                       | conservatieven            | Gorinchem        | 20 september 1869 | 14-09-1873 [ d ]  | [ 35 ] |
| Jan Heemskerk Bzn.                       | thorbeckianen             | Amsterdam        | 20 september 1869 | 14-09-1873 [ d ]  | [ 36 ] |
| Christianus Heydenrijck                  | conservatief-katholieken  | Nijmegen         | 20 september 1869 | 14-09-1873 [ d ]  | [ 37 ] |
| Sybrand Hingst                           | liberalen                 | Leeuwarden       | 20 september 1869 | 14-09-1873 [ d ]  | [ 38 ] |
| Mari Hoffmann                            | conservatief-protestanten | Gouda            | 25-02-1868 [ f ]  | 17 september 1871 | [ 39 ] |
| Samuel van Houten                        | liberalen                 | Groningen        | 25-02-1868 [ f ]  | 17 september 1871 | [ 40 ] |
| Willem van der Hucht                     | conservatieven            | Haarlem          | 25-02-1868 [ f ]  | 17 september 1871 | [ 41 ] |
| Wieger Idzerda                           | liberalen                 | Sneek            | 20 september 1869 | 14-09-1873 [ d ]  | [ 42 ] |
| Herman Insinger                          | conservatieven            | Amsterdam        | 25-02-1868 [ f ]  | 17 september 1871 | [ 43 ] |
| Eduard s'Jacob                           | conservatieven            | Amsterdam        | 18 oktober 1869   | 17 september 1871 | [ 44 ] |
| Willem Jonckbloet                        | liberalen                 | Winschoten       | 20 september 1869 | 14-09-1873 [ d ]  | [ 45 ] |
| Jacob Kalff                              | conservatieven            | Almelo           | 25-02-1868 [ f ]  | 20 mei 1871       | [ 46 ] |
| Jacob van Kerkwijk                       | thorbeckianen             | Zierikzee        | 20 september 1869 | 14-09-1873 [ d ]  | [ 47 ] |
| Hyacinthus Kerstens                      | liberalen                 | Boxmeer          | 25-02-1868 [ f ]  | 17 september 1871 | [ 48 ] |
| Nicolaas Kien                            | conservatieven            | Utrecht          | 25-02-1868 [ f ]  | 17 september 1871 | [ 49 ] |
| Willem Knoop                             | liberalen                 | Alkmaar          | 20 september 1869 | 23 juli 1870      | [ 50 ] |
| Johannes van Kuijk                       | conservatieven            | Delft            | 25-02-1868 [ f ]  | 17 september 1871 | [ 51 ] |
| Michiel de Lange                         | liberalen                 | Amsterdam        | 20 september 1869 | 14-09-1873 [ d ]  | [ 52 ] |
| Lambertus Lenting                        | thorbeckianen             | Zutphen          | 20 september 1869 | 14-09-1873 [ d ]  | [ 53 ] |
| Gijsbertus van der Linden                | thorbeckianen             | Almelo           | 20 september 1869 | 14-09-1873 [ d ]  | [ 54 ] |
| Jan van Loon                             | antirevolutionairen       | Amersfoort       | 20 september 1869 | 14-09-1873 [ d ]  | [ 55 ] |
| Aloysius Luyben                          | conservatief-katholieken  | Breda            | 20 september 1869 | 14-09-1873 [ d ]  | [ 56 ] |
| Theo van Lynden van Sandenburg           | conservatief-protestanten | Tiel             | 20 september 1869 | 17 september 1871 | [ 57 ] |
| Paul van der Maesen de Sombreff          | thorbeckianen             | Maastricht       | 20 september 1869 | 14-09-1873 [ d ]  | [ 58 ] |
| Evert du Marchie van Voorthuysen         | conservatieven            | Utrecht          | 20 september 1869 | 14-09-1873 [ d ]  | [ 59 ] |
| Charles Mirandolle                       | liberalen                 | Haarlem          | 20 september 1869 | 14-09-1873 [ d ]  | [ 60 ] |
| Antony Moens                             | liberalen                 | Sneek            | 25-02-1868 [ f ]  | 17 september 1871 | [ 61 ] |
| Albertus van Naamen van Eemnes           | liberalen                 | Zwolle           | 25-02-1868 [ f ]  | 17 september 1871 | [ 62 ] |
| Johannes Nierstrasz                      | conservatieven            | Delft            | 20 september 1869 | 14-09-1873 [ d ]  | [ 63 ] |
| Joannes van Nispen van Sevenaer          | conservatief-katholieken  | Nijmegen         | 25-02-1868 [ f ]  | 17 september 1871 | [ 64 ] |
| Lucas Oldenhuis Gratama                  | liberalen                 | Assen            | 20 september 1869 | 14-09-1873 [ d ]  | [ 65 ] |
| Nicolaas Olivier                         | thorbeckianen             | Zuidhorn         | 20 september 1869 | 12 november 1869  | [ 66 ] |
| Willem Pijls                             | conservatief-liberalen    | Roermond         | 20 september 1869 | 14-09-1873 [ d ]  | [ 67 ] |
| Gerlach van Reenen                       | conservatieven            | Amsterdam        | 25-02-1868 [ f ]  | 20 september 1869 | [ 68 ] |
| Gerlach van Reenen                       | conservatieven            | Amsterdam        | 21 februari 1870  | 17 september 1871 | [ 68 ] |
| Karel Rombach                            | thorbeckianen             | Brielle          | 20 september 1869 | 17 september 1871 | [ 69 ] |
| Jank de Roo van Alderwerelt              | liberalen                 | Leeuwarden       | 25-02-1868 [ f ]  | 17 september 1871 | [ 70 ] |
| Derk de Ruiter Zijlker                   | liberalen                 | Appingedam       | 25-02-1868 [ f ]  | 17 september 1871 | [ 71 ] |
| Jan Rutgers van Rozenburg                | liberalen                 | Haarlemmermeer   | 20 september 1869 | 17 september 1871 | [ 72 ] |
| Pieter Saaymans Vader                    | antirevolutionairen       | Goes             | 25-02-1868 [ f ]  | 17 september 1871 | [ 73 ] |
| Johannes Sandberg                        | liberalen                 | Zwolle           | 20 september 1869 | 14-09-1873 [ d ]  | [ 74 ] |
| Ludolph Sloet van de Beele               | liberalen                 | Arnhem           | 25-02-1868 [ f ]  | 17 september 1871 | [ 75 ] |
| Hendrik Smidt                            | liberalen                 | Assen            | 3 maart 1871      | 17 september 1871 | [ 76 ] |
| Petrus Smitz                             | conservatief-katholieken  | Eindhoven        | 25-02-1868 [ f ]  | 17 september 1871 | [ 77 ] |
| Thomas Stieltjes                         | liberalen                 | Amsterdam        | 20 september 1869 | 14-09-1873 [ d ]  | [ 78 ] |
| Carel Storm van 's Gravesande            | conservatief-liberalen    | Steenwijk        | 25-02-1868 [ f ]  | 17 september 1871 | [ 79 ] |
| Cornelis van Sypesteyn                   | conservatieven            | 's-Gravenhage    | 20 september 1869 | 14-09-1873 [ d ]  | [ 80 ] |
| Pieter Taets van Amerongen tot Natewisch | conservatieven            | Leiden           | 20 september 1869 | 14-09-1873 [ d ]  | [ 81 ] |
| Johannes Tak                             | liberalen                 | Middelburg       | 21 oktober 1870   | 17 september 1871 | [ 82 ] |
| Johan Rudolph Thorbecke                  | thorbeckianen             | Assen            | 25-02-1868 [ f ]  | 4 januari 1871    | [ 83 ] |
| Johannes Verheyen                        | conservatief-katholieken  | Tilburg          | 20 september 1869 | 14-09-1873 [ d ]  | [ 84 ] |
| Willem Viruly Verbrugge                  | liberalen                 | Rotterdam        | 20 september 1869 | 14-09-1873 [ d ]  | [ 85 ] |
| Otto van Wassenaer van Catwijck          | antirevolutionairen       | Leiden           | 25-02-1868 [ f ]  | 17 september 1871 | [ 86 ] |
| Rembertus Westerhoff                     | thorbeckianen             | Appingedam       | 20 september 1869 | 14-09-1873 [ d ]  | [ 87 ] |
| Schelte Wybenga                          | liberalen                 | Sneek            | 20 september 1869 | 14-09-1873 [ d ]  | [ 88 ] |
| Franciscus van Zinnicq Bergmann          | conservatief-katholieken  | 's-Hertogenbosch | 20 september 1869 | 14-09-1873 [ d ]  | [ 89 ] |

1815-1818 ·
1818-1821 ·
1821-1824 ·
1824-1827 ·
1827-1830 ·
1830-1833 ·
1833-1836 ·
1836-1839 ·
1839-1842 ·
1842-1845 ·
1845-1848 ·
1848-1849 ·
1849-1850 ·
1850-1852 ·
1852-1853 ·
1853-1854 ·
1854-1856 ·
1856-1858 ·
1858-1860 ·
1860-1862 ·
1862-1864 ·
1864-1866 ·
1866 (sep) ·
1866-1868 ·
1868-1869 ·
1869-1871 ·
1871-1873 ·
1873-1875 ·
1875-1877 ·
1877-1879 ·
1879-1881 ·
1881-1883 ·
1883-1884 ·
1884-1886 ·
1886-1887 ·
1887-1888 ·
1888-1891 ·
1891-1894 ·
1894-1897 ·
1897-1901 ·
1901-1905 ·
1905-1909 ·
1909-1913 ·
1913-1917 ·
1917-1918 ·
1918-1922 ·
1922-1925 ·
1925-1929 ·
1929-1933 ·
1933-1937 ·
1937-1946 ·
1946-1948 ·
1948-1952 ·
1952-1956 ·
1956-1959 ·
1959-1963 ·
1963-1967 ·
1967-1971 ·
1971-1972 ·
1972-1977 ·
1977-1981 ·
1981-1982 ·
1982-1986 ·
1986-1989 ·
1989-1994 ·
1994-1998 ·
1998-2002 ·
2002-2003 ·
2003-2006 ·
2006-2010 ·
2010-2012 ·
2012-2017 ·
2017-2021 ·
2021-2023 ·
2023-heden
Overzicht historische zetelverdeling